# Calidris minutilla
La menudilla, becacina, tinguís, patudo, correlimos enano o chichicuilote (Calidris minutilla) es una pequeña ave de la familia de los escolopácidos.

## Descripción
Mide en promedio 14 cm y pesa 21 g. Las patas son amarillo verdosas y el pico negruzco y delgado. El dorso de los adultos en la época de reproducción es de color marrón oscuro con pintas marrón más claras y el vientre es blanco. Tiene una lista superciliar blanca y una corona oscura. La coronilla y la parte posterior del cuello presentan un listado negro parduzco y ante. En invierno, son de color castaño grisoso con pintas negruzcas. Los ejemplares juveniles presentan brillantes dibujos anteriores con coloración rojiza y rayas blancas.
Esta ave puede ser difícil de distinguir de otras pequeñas aves playeras similares, las cuales son conocidos colectivamente como "piro-piros", "correlimos" o "tandas". En especial, es muy similar a su contraparte asiática, Calidris subminuta. Se diferencia de esa especie, por su apariencia más compacta, un cuello más corto, dedos más cortos, colores un poco más apagados, y las franjas claras del ala más notorias.

## Hábitat
Su hábitat de cría es el norte del Norteamérica, en la tundra o en pantanos. Anida en el suelo, cerca del agua. La hembra pone 4 huevos en un arreglo superficial lleno de hierba y musgo. Ambos padres participan en la incubación, pero las hembras se marchan antes de que los polluelos tengan plumas y a veces, antes de la eclosión de los huevos. Las aves jóvenes se alimentan y son capaces de volar a las dos semanas del nacimiento.
Migran en bandadas, desde mediados de agosto hasta mediados de noviembre, al sur de Estados Unidos, las Antillas y hasta el norte de América del Sur. Retornan al norte desde marzo hasta comienzos de mayo. Se presentan rara vez en el occidente de Europa o en el Japón.

## Alimentación
Se alimentan principalmente de pequeños crustáceos, insectos y caracoles, forrajeados en las marismas, recogiendo alimentos a la vista o por sondeo. 